# Thamnophis valida
Thamnophis valida är en ormart som beskrevs av Kennicott 1860. Thamnophis valida ingår i släktet strumpebandssnokar och familjen snokar.
Arten förekommer i västra Mexiko vid havet från södra delen av delstaten Sonora till delstaten Guerrero. Denna orm hittas även vid södra spetsen av halvön Baja California. Thamnophis valida lever nära vattenansamlingar. Habitatet kan variera mellan skogar, mangrove, träskmarker, gräsmarker som tidvis översvämmas och klippiga områden. Honor lägger inga ägg utan föder levande ungar.
I begränsande områden kan landskapsförändringar påverka beståndet negativt. Hela populationen antas vara stabil. IUCN kategoriserar arten globalt som livskraftig.

## Underarter
Arten delas in i följande underarter:
- T. v. celaeno
- T. v. isabellae
- T. v. thamnophisoides
- T. v. valida